# Кироју-Унгурени (Јаломица)
Кироју-Унгурени (рум. Chiroiu-Ungureni) насеље је у Румунији у округу Јаломица у општини Драгоешти. Oпштина се налази на надморској висини од 59 m.

## Становништво
Према подацима из 2002. године у насељу је живело 12 становника, од којих су сви румунске националности.